# Venus Verticordia (cuadro de Dante Gabriel Rossetti)

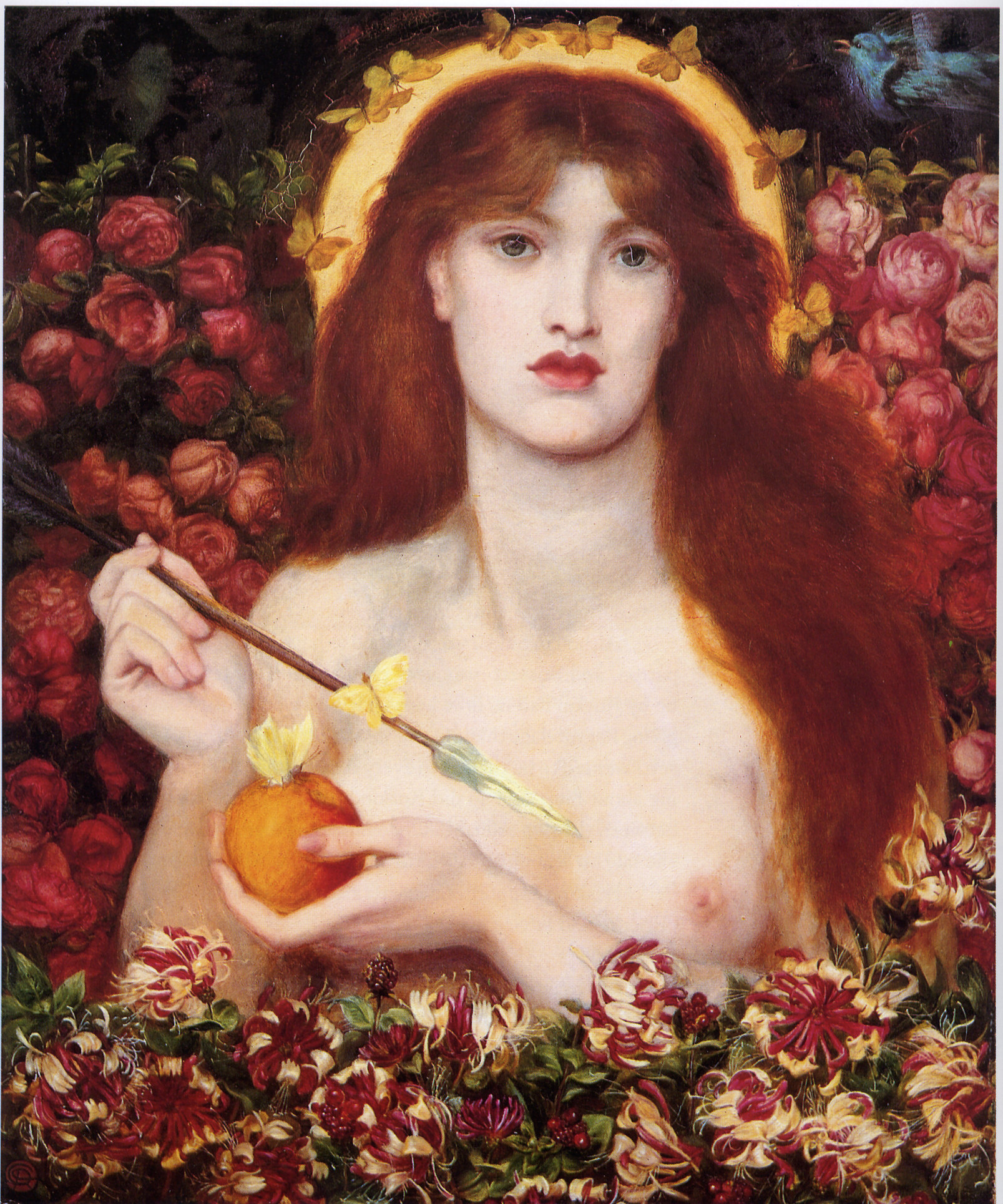
Venus Verticordia por Dante Gabriel Rossetti (1868), Russell-Cotes Art Gallery & Museum

Venus Verticordia es un cuadro de Dante Gabriel Rossetti terminado en 1868. Además de pintor, Rossetti era poeta y a menudo acompañaba sus cuadros de sus propios sonetos. Esta es una de sus obras más herméticas y el poema que lo acompaña no ayuda a aclarar sus significado, más bien al contrario. La combinación de elementos bíblicos y mitológicos hace la obra todavía más ambigua. La mujer representa a la diosa romana Venus Verticordia, la cambiadora o transformadora de corazones, que haría elegir la castidad antes que el amor sensual. Sin embargo, aquí parece insinuar lo contrario y Venus aparece en su figura más habitual, desnuda como diosa del amor carnal, pero al mismo tiempo un halo rodea su cabeza, como una santa.
La manzana que sostiene puede interpretarse de dos modos, o es la de la Discordia que Paris entregó a Venus, provocando uno de los detonantes de la guerra de Troya, o podría ser la que Eva entregó a Adán y fue causa de su expulsión del Paraíso. En cualquiera de los casos, la manzana se relaciona con el deseo y la tentación. Las rosas y la madreselva que rodean a la diosa son símbolo de fertilidad y por tanto del amor físico, del mismo modo que la flecha de Cupido.
Por otra parte, la compleja relación entre Rossetti y su patrocinador John Ruskin, una relación que había empezado en la década de 1850, empieza a deteriorarse rápidamente a raíz de las críticas vertidas por Ruskin sobre esta obra.

## Poema
She hath the apple in her hand to give it thee,
Yet almost in her heart would hold it back;
She muses, with her eyes upon the track
of that which in thy spirit they can see;
Haply, 'Behold, he is at peace', saith she;
'Alas! the apple for his lips - the dart
That follows its brief sweetness to his heart,-
The wandering of his feet perpetually!'
A little space her glance is still and coy;
But if she give the fruit thath works her spell,
Those eyes shall flame as for her Phrygian boy.
Then shall her bird's strained throat the woe foretell,
And her far seas moan as a single shell,
And through her dark grove strike the light of Troy.

## Creación
Rossetti comenzó la obra hacia 1864 usando como modelo a una joven cocinera cuya belleza le impresionó cuando la encontró en la calle. Era muy alta «casi una giganta» pero después cuando conoció a Alexa Wilding de una manera similar, sustituyó el rostro anterior con el suyo. De hecho, esa es probablemente la causa de que las facciones no acaben de guardar completa armonía con el resto.